# Bjerkreim
Bjerkreim é uma comuna da Noruega, com 659 km² de área e 2 461 habitantes (censo de 2004).         